# Barbianello
Barbianello là một đô thị ở tỉnh Pavia trong vùng Lombardia của Ý, có cự ly khoảng 45 km về phía nam của Milan và khoảng 14 km về phía đông nam của Pavia.
Barbianello giáp các đô thị sau: Albaredo Arnaboldi, Broni, Campospinoso, Casanova Lonati, Pinarolo Po, Redavalle, Santa Giuletta.